# Dark Horse
Dark Horse je šesti album kanadske post-grunge grupe Nickelback, objavljen 17. studenog 2008. godine u Europi, a 18. studenog u SAD-u. Od prethodnog albuma, "All the Right Reasons", protekle su tri godine.
Producent albuma je bio Robert John "Mutt" Lange, poznat po suradnji s AC/DC, Bryanom Adamsom, Def Leppardima i Shaniom Twain.
Prvi singl s albuma je bio "Gotta Be Somebody". Singl je bio objavljen na internetu te se mogao besplatno skinuti 28. rujna, u razdoblju od samo 24 sata. "If Today Was Your Last Day" je trebao biti prvi singl, ali su se članovi grupe predomislili u posljednji trenutak.
Pjesma "Something In Your Mouth" je postala dostupna za skidanje u američkom iTunes 10. listopada, a 15. prosinca je, kao drugi singl s albuma, objavljena na američkom rock radiju.

## Pjesme s albuma
1. "Something In Your Mouth"       3:38
2. "Burn it To The Ground"         3:30
3. "Gotta Be Somebody"             4:13
4. "I'd Come For You"              4:22
5. "Next Go Round"                 3:45
6. "Just To Get High"              4:02
7. "Never Gonna Be Alone"          3:47
8. "Shakin' Hands"                 3:39
9. "S.E.X."                        3:55
10. "If Today Was Your Last Day"   4:08
11. "This Afternoon"               4:34